# Соціал-націоналізм

Ідея нації — символ соціал-націоналізму, що активно використовується українськими праворадикальними організаціями

Соціальний націоналізм (скор. соціал-націоналізм, СоNцизм, CN) — політична ідеологія, що ґрунтується на уявленні про націю як оптимальну форму існування людського соціуму, радикальна форма націоналізму. При цьому під «нацією» розуміється самодостатня кровноспоріднена ієрархічна людська спільнота — етнічна спільнота з єдиною мовою і самосвідомістю національної ідентичності в якій втілена свобода та справедливість щодо її членів.[джерело?]
На думку Андрія Іллєнка — ідеолога від партії ВО «Свобода» — основна мета соціал-націоналізму — побудова української національної держави на засадах соціальної та національної справедливості.
Андрій Білецький, лідер «Патріота України» вважає, що для цього типу націоналізму характерні елементи соціальної справедливості, етнічності, антиліберальності, експансіонізму.

## Історія

### Україна
Поняття соціал-націоналізм є дещо розмитим в тому сенсі, що в Україні існують різні організації та партії, в яких соціал-націоналізм визнається офіційною ідеологією, однак трактування цієї ідеології та її історії виникнення дещо відрізняється.
Ідеологія «соціал-націоналізму» як поняття почала активно використовуватись на початку 1990-х рр. в колах українських інтегральних націоналістів. У 1991 р. українськими націоналістами, які жадали пристосувати інтегральний націоналізм до нових умов, була утворена Соціал-Національна партія України, яка протягом 1990-х і перших років XXI ст. була єдиною організаційною структурою, ідеологічною базою якої був соціальний націоналізм. З розпадом СНПУ її наступник ВО «Свобода» відійшла від декларування ідеології соціал-націоналізму у варіанті А. Білецького, але ця ідеологія збереглася в Соціал Націоналістичній Асамблеї
Всеукраїнське об'єднання «Свобода» вважає Ярослава Стецька натхненником своєї ідеологічної ідентичності — соціального націоналізму, а його працю «Дві революції» — програмовою.
На ідеології соціал-націоналізму засновують свою діяльність також громадські організації:
- ОУМ «Спадщина» (діє з 1988 р.)
- ВГО «Патріот України» (Утворена у 2005 р.)
- ЧПР «Українська Альтернатива» (утворена у 2007 р.)
- НД «РіД»
- ГО «СіЧ»
- Марш Патріотів (Утворена у 2010 р.)
- МГО «Моноліт» (Утворена у 2014 р.)

### Сирія
Сирійська соціальна націоналістична партія зі своєю версією соціал-націоналізму також існує в Сирії

## Ідеологія
Новітні ідеологи соціал-націоналізму (А. Білецький, О. Однороженко) визначають його як ідеологію, що базується на максималізмі, національно-расовому егоїзмі, любові до свого, нетерпимості до ворожого та активізмі.
На їхню думку, базовими принципами соціал-націоналізму є:
- Соціальність («Ми не відмітаємо існування багатих (але не надбагатіїв), але відкидаємо можливість існування бідних»[9])

- Расовість («Люди від природи народжуються з різними здібностями та можливостями і тому найбільше щастя людини це коли вона знаходить власне місце в національній ієрархії та сумлінно виконує своє життєве завдання»[9])
- Великодержавність («Це питання, як не дивно, не стільки політичне, скільки біологічне. Будь-який живий організм в природі стремить до розширення, розмноження, збільшення. Цей закон універсальний і для інфузорії-туфельки, і для людини, і для нації-раси»[9])
- Соціал-націоналізм також за визначенням його ідеологів (А.Білецький, О.Однороженко) є антисистемним (антидемократичним та антикапіталістичним), самодостатнім, войовничим та безкомпромісним.[джерело?]

Щодо основної мети своєї ідеології, то розуміють її так: «витворення, замість купи розрізнених індивідуумів, механічно об'єднаних назвою „українці“ та наявністю українського паспорту, Національної Надспільноти — єдиного біологічного організму, який буде складатися з Нових Людей — фізично, інтелектуально і духовно розвинутих осіб. З маси індивідуумів має постати Нація, а зі слабкої сучасної людини — Надлюдина».
|                    | Соціал-націоналізм виступає за соціалістичну модель справедливості в економіці, за націократію в державному будівництві та антиглобалізм у зовнішній політиці. ... Ідея є вищою формою буття духу. Ідеєю соціал-націоналізму є Ідея Нації – тотального та універсального домінування спільноти Духу й Крові. ... Відтак соціал-націоналізм заснований на героїчному світовідчутті, волюнтаристській боротьбі за підкорення оточуючого світу, ідеалістичному змаганні духу проти антиматерії та запереченні царства темряви.. |
| — Юрій Михальчишин | |

### Розуміння нації
В українських і сирійських соціал-націоналістів розуміння нації відрізняється. Так, теоретик сирійського соціал-націоналізму Антун Саада вважав, що головне — національна свідомість, а національний поділ вищий від поділу на раси, тому єдину націю можуть творити й люди з різних рас.
Олег Тягнибок підкреслює, що поняття «нація» та поняття «українець» в «Свободі» трактують як етнічні, тобто нація — це є «кровно-духовна спільнота і мертвих, і живих, і ненароджених, і тих, що в Україні, і тих, що поза її межами».

### Офіційні сайти соціал-націоналістичних організацій
- Соціал-Націоналістична Асамблея
- ВГО «Патріот України»
- Офіційний сайт Соціал-Націоналістичної партії Сирії

### ВО Свобода
- Що таке соціальний націоналізм?
- Соціал-націоналізм і революція
- Аксіоми соціал-націоналізму
- Соціал-націоналізм та філософія економіки
- Нотатки про соціал-національну революцію

### СНА, Патріот України та інші
- Український Соціал-Націоналізм
- Політичні пріоритети соціал-націоналістичного руху України
- Зовнішня політика. Погляд Соціал-Націоналізму
- Чому Соціальний Націоналізм?

### Критика
- У лабіринтах соціал-націоналізму, або ж про якобінські ідеали ВО «Свобода»
- Як і чому комуністи і соціал-націоналісти пародіюють лівий рух
- Radical Politics and the Syrian Social Nationalist Party (англ.)